# Амбасаде у Београду
Амбасаде у Београду су за међународне односе Србије са другим земљама у свету важне државне установе чија је оснивање и планска изградња објеката за њихов смештај започета у другој половини деветнаестог века, а пуни процват доживљава после Првог светског рата, када су многобројне државе инструментализацијом политике и архитектуре истицале свој међународни положај. Осим као вид показивања политичке и економске моћи, амбасаде су својим оснивањем понекад слале и недвосмислене политичке порука исказане кроз повећану потребу светског становништва за међусобном комуникацијом.

## Списак амбасада

### А
| Р.б. | Пун назив                         | Застава и држава | Адреса                                     | Фотографија |
| ---- | --------------------------------- | ---------------- | ------------------------------------------ | ----------- |
| 1.   | Амбасада Републике Албаније       | Албанија         | Булевар кнеза Александра Карађорђевића 25а |             |
| 2.   | Амбасада Републике Азербејџан     | Азербејџан       | Пере Велимировића 25                       |             |
| 3.   | Амбасада Народне Републике Алжира | Алжир            | Маглајска 26б                              |             |
| 4.   | Амбасада Републике Анголе         | Ангола           | Крупањска 21                               |             |
| 5.   | Амбасада Републике Аргентине      | Аргентина        | Кнез Михаилова 24/1                        |             |
| 6.   | Амбасада Аустралије               | Аустралија       | Владимира Поповића 38-40, Нови Београд     |             |
| 7.   | Амбасада Републике Аустрије       | Аустрија         | Кнеза Симе Марковића 2                     |             |

### Б
| Р.б. | Пун назив                         | Застава и држава    | Адреса            | Фотографија         |
| ---- | --------------------------------- | ------------------- | ----------------- | ------------------- |
| 8.   | Амбасада Краљевине Белгије        | Белгија             | Крунска 18        | Амбасада Белгије    |
| 9.   | Амбасада Републике Белорусије     | Белорусија          | Делиградска 13    | Амбасада Белорусије |
| 10.  | Амбасада Босне и Херцеговине      | Босна и Херцеговина | Генерал Анрија 37 |                     |
| 11.  | Амбасада Савезне Републике Бразил | Бразил              | Крунска 14        | Амбасада Бразила    |
| 12.  | Амбасада Републике Бугарске       | Бугарска            | Бирчанинова 26    |                     |

### В
| Р.б. | Пун назив                                                       | Застава и држава | Адреса                | Фотографија |
| ---- | --------------------------------------------------------------- | ---------------- | --------------------- | ----------- |
| 13.  | Амбасада Боливарске Републике Венецуеле                         | Венецуела        | Симе Лукина Лазића 10 |             |
| 14.  | Амбасада Уједињеног Краљевства Велике Британије и Северне Ирске | Велика Британија | Ресавска 46           |             |

### Г
| Р.б. | Пун назив                  | Застава и држава | Адреса            | Фотографија |
| ---- | -------------------------- | ---------------- | ----------------- | ----------- |
| 15.  | Амбасада Републике Гвинеје | Гвинеја          | Бране Црнчевића 4 |             |
| 16.  | Амбасада Републике Грчке   | Грчка            | Француска 33      |             |

### Д
| Р.б. | Пун назив                 | Застава и држава | Адреса             | Фотографија |
| ---- | ------------------------- | ---------------- | ------------------ | ----------- |
| 17.  | Амбасада Краљевине Данске | Данска           | Незнаног јунака 9а |             |

### Е
| Р.б. | Пун назив                         | Застава и држава | Адреса            | Фотографија |
| ---- | --------------------------------- | ---------------- | ----------------- | ----------- |
| 18.  | Амбасада Арапске Републике Египат | Египат           | Андре Николића 12 |             |

### И
| Р.б. | Пун назив                        | Застава и држава | Адреса                                    | Фотографија |
| ---- | -------------------------------- | ---------------- | ----------------------------------------- | ----------- |
| 19.  | Амбасада Државе Израела          | Израел           | Булевар кнеза Александра Карађорђевића 47 |             |
| 20.  | Амбасада Републике Индије        | Индија           | Ђорђе Радојловића 7а                      |             |
| 21.  | Амбасада Републике Индонезије    | Индонезија       | Булевар кнеза Александра Карађорђевића 18 |             |
| 22.  | Амбасада Републике Ирак          | Ирак             | Ужичка 27                                 |             |
| 23.  | Амбасада Исламске Републике Иран | Иран             | Михаила Мике Јанковића 3                  |             |
| 24.  | Амбасада Републике Италије       | Италија          | Бирчанинова 9 и 11                        |             |

### Ј
| Р.б. | Пун назив       | Застава и држава | Адреса             | Фотографија |
| ---- | --------------- | ---------------- | ------------------ | ----------- |
| 25.  | Амбасада Јапана | Јапан            | Трешњиног цвета 13 |             |

### К
| Р.б. | Пун назив                            | Застава и држава | Адреса                        | Фотографија |
| ---- | ------------------------------------ | ---------------- | ----------------------------- | ----------- |
| 26.  | Амбасада Републике Казахстан         | Казахстан        | Теразије 28/II                |             |
| 27.  | Амбасада Краљевине Камбоџе           | Камбоџа          | Теразије 45/4                 |             |
| 28.  | Амбасада Канаде                      | Канада           | Кнеза Милоша 75               |             |
| 29.  | Амбасада Катара                      | Катар            | Булевар Михајла Пупина 115а/7 |             |
| 30.  | Амбасада Народне Републике Кине      | Кина             | Ужичка 25                     |             |
| 31.  | Амбасада Републике Кипар             | Кипар            | Генерала Саве Грујића 18      |             |
| 32.  | Амбасада Демократске Републике Конго | ДР Конго         | Моравска 5                    |             |
| 33.  | Амбасада Републике Кореје            | Јужна Кореја     | Милош Савчића 4               |             |
| 34.  | Амбасада Републике Кубе              | Куба             | Доментијанова 4               |             |
| 35.  | Амбасада државе Кувајт               | Кувајт           | Толстојева 42б                |             |

### Л
| Р.б. | Пун назив                | Застава и држава | Адреса                 | Фотографија |
| ---- | ------------------------ | ---------------- | ---------------------- | ----------- |
| 36.  | Амбасада Републике Либан | Либан            | Дипломатска колонија 5 |             |
| 37.  | Амбасада Либије          | Либија           | Симе Лозанића 8        |             |

### М
| Р.б. | Пун назив                           | Застава и држава     | Адреса            | Фотографија |
| ---- | ----------------------------------- | -------------------- | ----------------- | ----------- |
| 38.  | Амбасада Мађарске                   | Мађарска             | Крунска 72        |             |
| 39.  | Амбасада Малезије                   | Малезија             | Крајишка 2        |             |
| 40.  | Амбасада Сувереног Малтешког Реда   | Малтешки витешки ред | Крунска 23А       |             |
| 41.  | Амбасада Краљевине Мароко           | Мароко               | Сање Живановића 4 |             |
| 42.  | Амбасада Сједињених Држава Мексика  | Мексико              | Љутице Богдана 5  |             |
| 43.  | Амбасада Републике Мјанмарске Уније | Мјанмар              | Кнеза Милоша 72   |             |

### Н
| Р.б. | Пун назив                          | Застава и држава | Адреса                   | Фотографија |
| ---- | ---------------------------------- | ---------------- | ------------------------ | ----------- |
| 44.  | Амбасада Савезне Републике Немачке | Немачка          | Незнаног јунака 1а       |             |
| 45.  | Амбасада Краљевине Норвешке        | Норвешка         | Милентија Поповића 5а/VI |             |

### П
| Р.б. | Пун назив                            | Застава и држава | Адреса                                    | Фотографија |
| ---- | ------------------------------------ | ---------------- | ----------------------------------------- | ----------- |
| 46.  | Амбасада Исламске Републике Пакистан | Пакистан         | Булевар краља Александра Карађорђевића 62 |             |
| 47.  | Амбасада Палестине                   | Палестина        | Александра Стамболијског 27а,             |             |
| 48.  | Амбасада Републике Пољске            | Пољска           | Кнеза Милоша 38                           |             |
| 49.  | Амбасада Републике Португал          | Португал         | Владимира Гаћиновића 4                    |             |

### Р
| Р.б. | Пун назив                 | Застава и држава | Адреса         | Фотографија |
| ---- | ------------------------- | ---------------- | -------------- | ----------- |
| 50.  | Амбасада Румуније         | Румунија         | Ужичка 10      |             |
| 51.  | Амбасада Руске Федерације | Русија           | Делиградска 32 |             |

### С
| Р.б. | Пун назив                             | Застава и држава   | Адреса                                    | Фотографија |
| ---- | ------------------------------------- | ------------------ | ----------------------------------------- | ----------- |
| 52.  | Амбасада Сједињених Америчких Држава  | САД                | Булевар кнеза Александра Карађорђевића 92 |             |
| 53.  | Амбасада Републике Северне Македоније | Северна Македонија | Господар Јевремова 34                     |             |
| 54.  | Амбасада Свете Столице (Ватикан)      | Ватикан            | Светог Саве 24                            |             |
| 55.  | Амбасада Сиријске Арапске Републике   | Сирија             | Александра Стамболијског 13               |             |
| 56.  | Амбасада Словачке Републике           | Словачка           | Булевар уметноси 18                       |             |
| 57.  | Амбасада Републике Словеније          | Словенија          | Доситејева 41                             |             |

### Т
| Р.б. | Пун назив                  | Застава и држава | Адреса           | Фотографија |
| ---- | -------------------------- | ---------------- | ---------------- | ----------- |
| 58.  | Амбасада Републике Турске  | Турска           | Крунска 1        |             |
| 59.  | Амбасада Туниске Републике | Тунис            | Васе Пелагића 19 |             |

### У
| Р.б. | Пун назив                            | Застава и држава          | Адреса         | Фотографија |
| ---- | ------------------------------------ | ------------------------- | -------------- | ----------- |
| 60.  | Амбасада Уједињених Арапских Емирата | Уједињени Арапски Емирати | Ужичка 60      |             |
| 61.  | Амбасада Украјине                    | Украјина                  | Паје Адамова 4 |             |

### Ф
| Р.б. | Пун назив                    | Застава и држава | Адреса         | Фотографија |
| ---- | ---------------------------- | ---------------- | -------------- | ----------- |
| 62.  | Амбасада Француске Републике | Француска        | Париска 11     |             |
| 63.  | Амбасада Републике Финске    | Финска           | Бирчанинова 29 |             |

### Х
| Р.б. | Пун назив                    | Застава и држава | Адреса          | Фотографија |
| ---- | ---------------------------- | ---------------- | --------------- | ----------- |
| 64.  | Амбасада Краљевине Холандије | Холандија        | Симина 29       |             |
| 65.  | Амбасада Републике Хрватске  | Хрватска         | Кнеза Милоша 62 |             |

### Ц
| Р.б. | Пун назив          | Застава и држава | Адреса               | Фотографија |
| ---- | ------------------ | ---------------- | -------------------- | ----------- |
| 66.  | Амбасада Црне Горе | Црна Гора        | Кнез Михајлова 10/IV |             |

### Ч
| Р.б. | Пун назив                | Застава и држава | Адреса                      | Фотографија |
| ---- | ------------------------ | ---------------- | --------------------------- | ----------- |
| 67.  | Амбасада Чешке Републике | Чешка            | Булевар краља Александра 22 |             |

### Ш
| Р.б. | Пун назив                         | Застава и држава | Адреса               | Фотографија |
| ---- | --------------------------------- | ---------------- | -------------------- | ----------- |
| 68.  | Амбасада Швајцарске Конфедерације | Швајцарска       | Булевар ослобођења 4 |             |
| 69.  | Амбасада Краљевине Шведске        | Шведска          | Леди Пеџет 2         |             |
| 70.  | Амбасада Краљевине Шпаније        | Шпанија          | Проте Матеје 45      |             |